# Peștera Gaura Fetii
Peștera Gaura Fetii este o peșteră de mici demensiuni situată pe teritoriul comunei Gârda de Sus, județul Alba, în Munții Bihorului.

## Localizare
Peștera Gaura Fetii este situată în versantul stâng al Vaii Gârda Seacă, la podul de peste afluentul Ordâncușa. Se poate ajunge la ea prin Valea Arieșului, din comuna Gârda de Sus, urmând cale de 800 m drumul forestier ce pornește din centrul comunei spre Peștera Scărișoara pe Valea Gârda Seacă.

## Istoric
Peștera a fost descoperită cu ocazia lărgirii drumului prin dinamitarea peretelui stâncos.  
Prima explorare și cartare a fost făcută de Viorel Ludușan de la Alpin Speo Club Polaris Blaj în 1974.
Tot el, în calitate de coordonator al echipei de cascadori la filmul "Flăcări pe comori", propune regizorului Nicolae Mărginean să filmeze o scenă în această peșteră. Scena a fost realizată în 1985.

## Descriere
Intrarea în peșteră are o formă lenticulară înaltă de 4 m și lată de 1 m. Urmează imediat o săritoare în trepte care duce pe un con de grohotiș. Acesta se pierde în apa lacului care acooperă întreaga podea. Pentru a vedea întreaga peșteră se intră în apa până la brâu sau se poate naviga cu o barcă pe cei 21 m ai lacului în formă de semilună. Adâncimea maximă este de 3 m în zona centrală. Peștera Gaura Fetii este săracă în formațiuni carstice. Golul dizolvat în calcare triasice pare a fi preaplinul nivelului de bază al pânzei freatice.

## Condiții de vizitare
Sunt necesare surse de iluminat și o barcă de cauciuc.

## Fauna
În peștera se află araneide troglobionte (Nesticus spelaeus) si copepode.